# Théorème de Chowla-Mordell
En mathématiques, le théorème de Chowla-Mordell est un résultat de la théorie des nombres déterminant les cas où une somme de Gauss est la racine carrée d'un nombre premier, multipliée par une racine de l'unité. Il fut démontré et publié indépendamment par Sarvadaman Chowla et Louis Mordell, vers 1951.
En détail, si p est un nombre premier, {\displaystyle \chi } un caractère de Dirichlet non trivial modulo p, et
{\displaystyle G(\chi )=\Sigma \chi (a)\zeta ^{a}\,}
où {\displaystyle \zeta \,} est une racine primitive p-ième de l'unité dans les nombres complexes, alors le quotient
{\displaystyle G(\chi )/|G(\chi )|~}
est une racine de l'unité si et seulement si {\displaystyle \chi } est le symbole de Legendre modulo p. Le premier « si » était connu de Gauss : la contribution de Chowla et Mordell fut la direction du « seulement si ». Le quotient ci-dessus apparaît dans l'équation fonctionnelle des fonctions L.